# Ктесифон
Ктесифон (грч. Κτησιφῶν) је био главни град Партског и Сасанидског царства. Био је један од највећих градова у старој Месопотамији. Простирао се на око 35 километара јужно од данашњег Багдада. У периоду од 570. до 637. године Ктесифон је био највећи град на свету.

## Историја
Ктесифон је касних 120-тих година п. н. е. основао Митридат I од Партије прекопута Селеукије. Град је достигао врхунац током владавине Готарзеса I. Престоница Партског царства постао је за време Орода II. Постепено, Ктесифон се спаја са старом хеленистичком престоницом Селеукијом и другим околним насељима. Тако је формирана космополитска метропола. Ктесифон је због свог значаја био стална мета напада Римског царства. Римљани освајају град пет пута од чега три пута у 2. веку. Цар Трајан је освојио Ктесифон 116. године. Трајанов наследник Хадријан вратио је Парћанима Ктесифон што је предвиђено одредбама мировног споразума. Војсковођа Авидије Касије поново осваја град 164. године. Римљани поново напуштају Ктесифон након склапања мира са Парћанима. Септимије Север је након окончања грађанског рата заратио са Партијом и освојио Ктесифон 198. године. Хиљаде заробљеника продао је у ропство.
Од 226. године Ктесифон је у саставу Сасанидског царства. Сасаниди такође одређују Ктесифон за престоницу. У периоду сасанидске владавине Ктесифон је процветао. Александар Север је 233. године напао Ктесифон, али је поражен од стране Ардашира I. Римски цар Кар опљачкао је Ктесифон 283. године. Цар Галерије поражен је недалеко од Ктесифона од стране персијске војске (295). Следеће године је предузео контранапад и освојио Ктесифон. Римски цар Јулијан страдао је 363. године у бици недалеко од Ктесифона против краља Шапура. Град је у 5. веку био престоница Асиријске цркве Истока. Године 541. изграђен је нови град недалеко од Ктесифона. Византинци последњи пут освајају Ктесифон 591. године. Цар Ираклије је током Византијско-персијског рата опсео град 627. година. Персијанци су прихватили услове мира због чега је Ираклије подигао опсаду. Следеће године је куга покосила становништво Ктесифона. Године 629. Ктесифон је накратко био у власти узурпатора Шахрабараза.
Муслимани освајају град 636. године. Ктесифон је делом уништен. Током владавине Омејада, Ктесифон је, поред Куфе, био средиште шиитизма. Од оснивања Абасидског калифата, Ктесифон полако пропада. Убрзо је постао град духова. Калиф Ел Мансур је већи део материјала за изградњу Багдада однео из рушевина Ктесифона. Намеравао је од цигала палате у Ктесифону изградити своју у Багдаду, али је одустао јер је подухват био исувише велики.
У близини рушевина Ктесифона вођена је 1915. године велика битка између Британије и Османског царства у склопу Првог светског рата. Турци су одбили британски напад на Багдад.